# Wii Remote
Wii Remote (у преводу са енг. Wii даљински управљач) или такође незванично скраћено називан Wiimote је Нинтендов уређај за регистровање покрета. Његова функционалност је проширена са 11 сигнала који се помоћу притискања дугмади са осталим подацима шаљу централној јединици. Уређај са централном јединицом комуницира на блутут протоколу. Иако је првенствено развијан као примарни контролер за Нинтендову Wii конзолу, такође се може користити у спрези са PC рачунарима.
Покрет се региструје на два начина: праћењем тачкастих инфрацрвених извора светлости у видном пољу инфрацрвене камере, и мерењем убрзања, којем је уређај изложен, помоћу уграђеног акцелерометра. Функционалност Wii Remote-а је проширива могућношћу прикључивања додатних компоненти преко порта за проширења (енгл. expansion port). Једна од тих компоненти је и Wii MotionPlus, која Wii Remote-у додаје и жироскоп, омогућивши праћење кретања уређаја у простору са свих шест степени слободе.
Уређај се на тржишту може наћи као самосталан производ или као део неког пакета нпр. као пратећи реквизит уз Wii конзолу.

## Дизајн
има облик даљинског управљача, чије тело стаје у квадар размера 148 mm × 36,2 mm × 30,8 mm. У предњем делу уређаја се налази монохроматска камера прекривена инфрацрвеним филтером. На горњој површини уређаја се налази панел са осам површина дугмади, преко којих се може задати 10 различитих сигнала, као и сигнал за гашење Wii конзоле. На доњем делу Wii Remote-а се налази још једно дугме. Осим дугмади, на контролом панелу се налазе четири светлоплаве светлеће диоде, и отвори за мали звучник.
Доњи део уређаја карактериише полуцилиндрично заобљење, у чијем задњем делу се налази спремиште за две  батерије, које су извор напајања за уређај. Унутар самог спремишта за батерије се налази и црвено синхронизационо дугме. По притиску на ово дугме, уређај ће у наредних 20 секунди покушавати да се синхронизује са централном јединицом. Но, за ову сврху такође може да послужи комбинација дугмади 1+2, о чему ће касније бити речи.
Са задње стране уређаја се налази порт за проширења, преко кога се на уређај могу прикључити различити додаци, попут нунчука, волана, реплике електричне гитаре итд.
Тренутно је званично доступан само модел у белој боји јер, према речима Шингеру Мијамота (јап. 宮本 茂, Shigeru Miyamoto), жели да се избегне ситуација где због мале величине лагера Wii Remote не би био присутан у свим бојама у свакој продавници, што би могло да резултује тиме да муштерије одбијају да купе уређај, јер није доступан у жељеној боји. Wii Remote-ови у другим бојама би требало да се појаве на тржишту пошто се одређен број уређаја прода. До тада, стоје на располагању разнобојне коже, које производе друге фирме.

## Улазно-излазне компоненте

### Камера
располаже PixArt-овом камером, која може да прати до четири тачкаста извора светлости у свом видном пољу. Пошто се испред камере налази инфрацрвени филтер, иста може да прати само инфрацрвене изворе светлости. Слика коју камера види има резолуцију 128 × 96, и монохромног је опсега боје. Ове разлике у нијансама осветљености различитих пиксела се користе како би се установило где се тачно налази одраз извора светлости. Ово место се локализује унутар најосветљенијег пиксела, у мрежи од 8 × 8 потпиксела, што резултује привидном резолуцијом камере од 1.024 × 768. Овако добијена слика је црно-белог квалитета, али је то управо оно што је потребно при локализовању једне тачке на датој резолуцији. Сам уређај не дозвољава кориснику да приступи оригиналним сликама које камера види и формира, већ му само ставља на располагање координате одраза светлосних извора на његовој површини.
Координатни систем у коме се изражавају добијени резултати има нулу у доњем левом углу видног поља, посматрано из перспективе Wii Remote-а, што би значило да се ове координате добијају када Wii Remote показује горњи десни угао екрана. Само видно поље сензора је правоугаоног облика, при чему хоризонтална и вертикална страница стоје у размери 4:3, а хоризонтални угао видног поља износи око 45°.
Постоји више реквизита чију светлост Wii Remote може да прати. Нинтендов Wii Sensor Bar носи ознаку RVL-01, дужине је око 20cm (8 инча), и опремљен је са десет инфрацрвених диода — пет са сваке стране. Обе ове групе диода ће Wii Remote препознати као само једну светлу тачку. Са овим уређајем је могуће користити Wii Remote за управљање курсором на удаљеностима до пет метара. Процесор Wii конзоле користи добијене координате, како би упоредио растојање ових пројекција са стварним растојањем извора светлости, и израчунао удаљеност Wii Remote-а од Wii Sensor Bar-а. Могућност праћења овог растојања значи и могућност праћења покрета у простору, нпр. хватања неког објекта из виртуелне стварности и његовог померања напред-назад покретима руку.
Због релативно малог видног поља, камера се не може користити за праћење брзих покрета руку, јер тако Wii Sensor Bar лако изађе из видног поља Wii Remote-а. За праћење оваквих покрета служи уграђени акцелерометар.
Други извори инфрацрвеног светла могу да ометају исправно регистровање одраза Wii Sensor Bar-а, што се заобилази гашењем тих светала, или употребом флоуросцентних извора светлости. Ово се такође може искористити за замену Wii Sensor Bar-а паром јаких ручних лампи или паром свећа.

### Акцелерометар
располаже уграђеним акцелерометром , који му омогућава да прати своје убрзање у опсегу најмање од -3 до 3 g, по све три осе у простору. Притом је грешка мерења ±10%.
Примене акцелерометра су разне. Њиме се могу одређивати оријентација Wii Remote-а у простору, као и његове ротације око све три осе, што се може користити у различите сврхе, од симулације куглања, пикада или закретања одвијача, до управљања свемирским бродом. У спрези са додатком под именом Wii MotionPlus, овај акцелерометар се може користити за просторно праћење релативне позиције руке која држи Wii Remote, или уопште релативног кретања уређаја у простору.

#### Одређивање оријентације
Одређивање оријентације Wii Remote-а само помоћу акцелерометра је могуће извести праћењем вектора гравитационог убрзања, које делује на уређај. Пошто је у општем случају овај вектор немогуће утврдити ако се уређај убрзано креће, закључак је да се оријентација уређаја на овај начин може одређивати само када он релативно мирује.
И под овим условом, акцелерометром се оријентација може одређивати са само два ротациона степена слободе, и не у потпуном опсегу за оба ојлерова угла. Један степен слободе се губи, јер се ротација око самог вектора гравитационог убрзања не може пратити тј. приликом ове ротације вектор остаје инваријантан. Друго ограничење долази од чињенице да је и без једног степена слободе сваки положај гравитационог вектора у односу на Wii Remote двозначан, тако да тек преполовљавање опсега једног степена слободе даје једнозначно решење.
И поред овога, није могуће пратити ротације чија се оса поклапа са осом гравитационог вектора, тако да било који од два степена слободе може бити неодредив у случају да се његова оса ротације поклопи са осом гравитационог вектора.

### Дугмад
Преко дугмади доступних са спољашње стране Wii Remote-а корисник може централној јединици да пошаље 12 различитих сигнала.
| Ознака | 1 | 2 | - |  | + |  |  | доле | лево | десно | горе |  |

Прекидачи за сигнале доле, лево, десно и горе се налазе испод једног дугмета у облику крста, које олакшава њихово комбиновање. За разлику од све остале дугмади, дугме са ознаком B се налази на доњем делу Wii Remote-а, док код Wii конзоле power-дугме шаље сигнал за њено гашење и прекидање везе са Wii Remote-ом. Лични рачунари не реагују аутоматски на ову команду.

#### Синхронизација
Уколико је уређај добијен уз Wii конзолу, довољно је притиснути било које његово дугме, осим power, да би покушао да се са њоме повеже. Овакав покушај ће трајати три секунде.
Уређај, који је самостанло купљен, се неће овако понашати. Код њега синхронизација бива покренута искључиво комбинацијом дугмади 1+2 или преко црвеног синхронизационог дугмета.
По кратком притиску дугмади 1+2 уређај ће бити доступан за повезивање са централном јединицом наредне три секунде, што је сасвим довољно да би се уређај повезао са Wii конзолом. Пошто је за повезивање са личним рачунаром потребно више времена, постоји и могућност да се ова два дугмета држе притиснута све док се уређај не повеже.
Црвено синхронизационо дугме у спремишту за батерије има исту функцију, али ће за разлику од гореспоменуте комбинације по кратком притиску уређај бити доступан наредних 20 секнуди.

### Рамбл
Такозвани „рамбл“ (енгл. Rumble) ефекат се везује за вибрирање Wii Remote-а. Он се постиже брзим ротирањем ексцентрично распоређене тежине, помоћу уграђеног мотора. Тип овог мотора може да варира у зависности од места где је уређај произведен. Не постоји могућност контролисања брзине његовог обртања тј. може бити само укључен или искључен.
Програмери Wii Remote-а треба да имају на уму да се подешавања стања рамбла и светлећих диода врши преко истог извештаја, што значи да се приликом сваког слања неке промене стања, било за диоде, било за рамбл, мора узети у обзир стање обе компоненте. У супротном се може десити да се по слању података за диоде нежељено заустави рамбл, или обрнуто: да се по слању података за рамбл нежељено искључе све светлосне диоде.

### Звучник
располаже и малим пиезоелектричним звучником радијуса 21 mm ниског квалитета репродукције, чији се отвори налазе на горњем панелу. Сам звучник производи звук из података стрима, које шаље централна јединица (Wii конзола или PC). Посао синхронизације послатих делова стрима мора да преузме сама централна јединица. Формат звука је, по наводима са wiibrew.org, четворобитни јамахин ADPCM, са фреквенцијом сампловања од 3 kHz. Уређају је могуће слати и 8-битни звук, но у том случају би фреквенција сампловања била 1,5 kHz, што већ даје лош квалитет репродукције звука.
Осим репродукције звука на овај начин, звучних се може онемогућити (енгл. disable) или тотално утишати (енгл. mute). Јачина звука се може подешавати на 256 подеока (0 - 255), при чему је 64 подразумевана вредност.

### Светлосне диоде
У дну контролног панела Wii Remote-а се налазе четири светлоплаве светлеће диоде квадратних површина, које приликом синхронизације уређаја са централном јединицом показују ниво напуњености батерија. Притом четири диоде светле када су батерије више од 75% напуњене, три диоде када су између 50% и 75%, две диоде када су између 25% и 50%, и једна односно ниједна диода када су батерије мање од 25% напуњене.
Овим диодама се може управљати тако да светле на произвољан начин одређен програмом који контролише Wii Remote.

## Остале компоненте

### Блутут чип
располаже блутут чипом BCM2042, помоћу којег може преко блутут протокола да комуницира са централном јединицом на растојању до 10 метара. Ово се може сматрати ограничењем са стране Wii Remote-а, с обзиром да постоје блутут јединице, које могу да комуницирају на растојању до 100 метара.
На Wii конзолу може да се прикључи до четири уређаја, док ће стандардни блутут прикључак PC рачунара дозволити прикључивање до седам Wii Remote-а, због ограничења које намеће сам блутут протокол.

### Меморија
располаже ЕПРОМ чипом капацитета 16 KiB, од чега део од 6 килобајта стоји матичном уређају на располагању за читање и писање. Део ове меморије је расположив за снимање до десет Miiаватара, који могу бити пренесени на друге Wii конзоле. Најмање 4.000 бајтова остаје неупотребљено пре Mii података. Игра Super Smash Bros. Brawl користи ову меморију како би снимила подешавања Wii Remote-а.

### Напајање
За напајање Wii Remote користи две AA батерије. Уколико се користи само акцелерометар, ове две батерије осигуравају 60 сати рада, односно приближно 30 сати рада, када су активни и акцелерометар и инфрацрвена камера, што је случај током већине игара.

#### Пуњачи
Проблем, који се јавља са батеријама је то што се по њиховом пражњењу морају извадити из уређаја да би се опет напуниле. Проблем интерног пуњења је решен бежичним системом за индуктивно пуњење, који омогућава батеријама да се пуне унутар Wii Remote-а чак и кад се исти налази у својој јакни. Наиме, ради се о пуњачу и нископразнећим NiMH батеријама фирме Sanyo, који се продају по „eneloop“ брендом а представљени су 25. августа 2008. године. Овај комплет је тренутно једини производ за интерно пуњење Wii Remote-а, лиценциран од стране Нинтенда. Но, доступан је само на територији Јапана.
Иако непотврђена од стране Нинтенда, постоје и друга решења. Wii Remote и WaveBird користе специјалне батеријске контакте, који су компатибилни са претходно познатом напредном опремом за гејм бој (енгл. Game Boy Advance accessories), где су AGB-003 батерија и AGB-004 пуњач. Неколико произвођача нуди системе за директно пуњење, који укључују интегрисан пакет батерија и врата са електричним контактима, који се прикључују на пуњач попут бежичних мишева или мобилних телефона. Према званичним наводима, овај проблем није решив преко порта за проширења.

#### Стабилност напајања током рада
Уређај располаже једним кондензатором капацитета 3.300 µF, који пружа привремени извор напајања у случају да се услед брзих покрета на кратко прекине контакт са батеријама.

## Заштитни прибор

### Врпца
долази са врпцом која се једним крајем прикачиње за његов задњи део, а другим обмотава око руке. На овај начин се уређај осигурава од испуштања из руке током коришћења. Свака Wii игра приказује екран упозорења током учитавања, чиме се играчу напомиње да треба да користи врпцу да би избегао да му уређај исклизне из руку током играња. У почетку су врпце биле дебљине 0,6 милиметара, но убрзо су се показале као несигурне због пуцања приликом напорније употребе, те су ускоро замењене дебљим, дебљине 1,0 mm. Осим овога, раније врпце су имале мали пластични елемент, који је могао да клизи врпцом и тако је сузи и учврсти око руке играча. Ипак, како се и ово показало несигурним, додата је и могућност да се овај елемент закључа на одређеној позицији, чиме је још више повећана безбедност. Ова нова врпца се у продаји појавила од 3. августа 2007.

### Навлака
навлака је силиконски омотач, који се по потреби може ставити или скинути са уређаја. Намена му је да га заштити приликом случајног испуштања или пада. В. галерију слика.

## Галерија
- Уређај у навлаци; две супротне стране навлаке, без уређаја
- Поглед на панел и задњу страну Wii Remote-а
- са -ом
- , који служи као лежиште за Wii Remote и нунчук
- Wii-волан